# Hakha

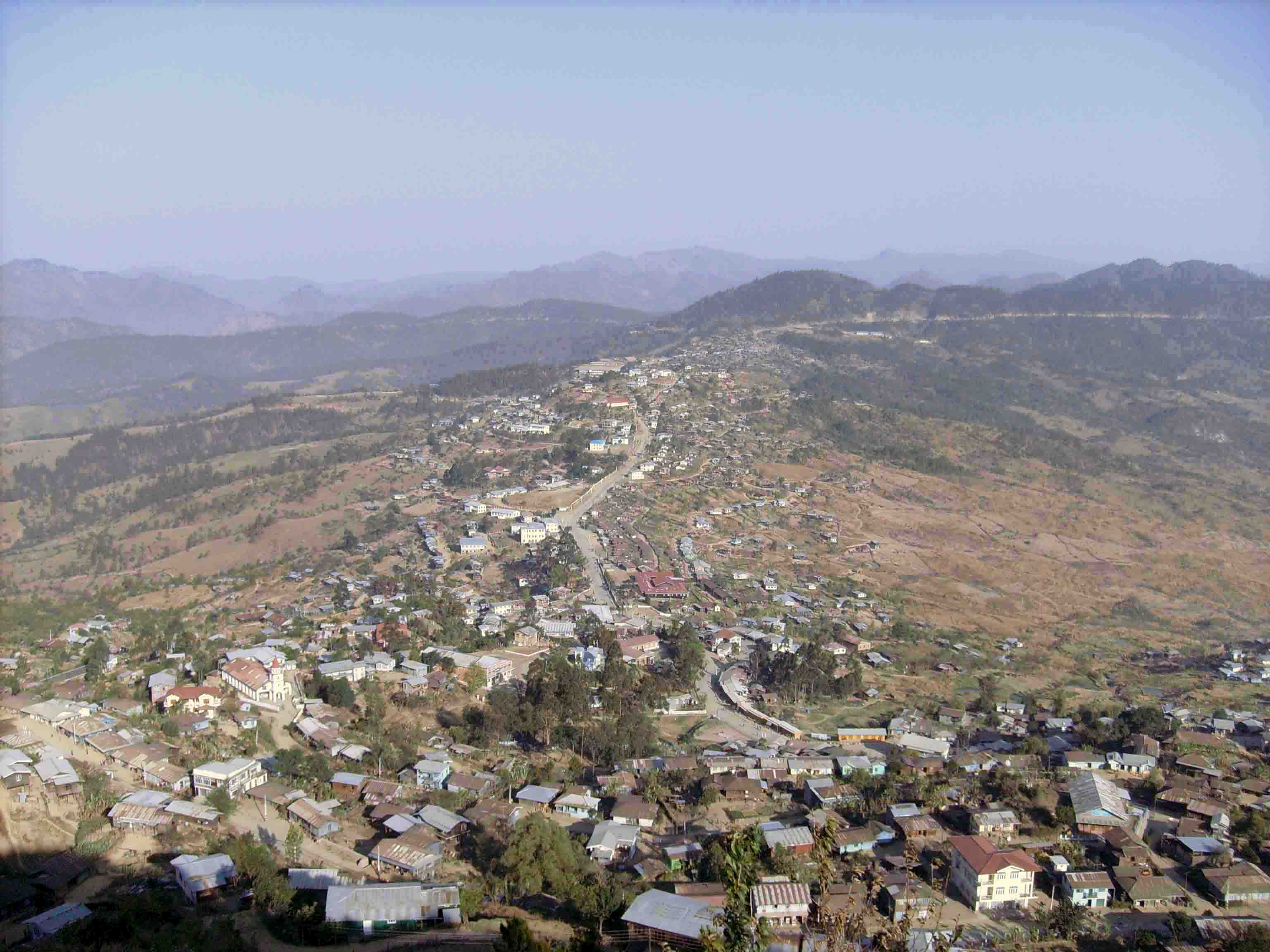
Thành phố Hakha

Hakha (tiếng Miến Điện: ဟားခား‌မ္ရုိ့; MLCTS: ha: hka: mrui.; trước đay là Haka) là thủ phủ của bang Chin ở Myanmar.
Thành phố này nằm trên độ cao 6120 foot trên mực nước biển, dưới chân núi Rung, một núi cao 7543 foot, là một trong những đỉnh núi đẹp và nổi tiếng nhất bang Chin. Tháng 1 là tháng lạnh nhất ở đây trong năm với nhiệt độ trung bình 27 độ. Tháng 4 nóng nhất với nhiệt độ trung bình 36 độ C. Lượng mưa khoảng 86,22 inches mỗi năm. Tổng diện tích của Hakha khoảng 12,50 dặm vuông. Đây là một trong những thành phố đẹp nhất Miến Điện nhưng nó lại nằm trong khu vực giới hạn của chính quyền quân sự nên khách nước ngoài không thể vào tham quan được. Không người nước ngoài nào được phép thăm bang Chin mà không có giấy phép đặc biệt, một giấy hiếm khi được cấp. Hakha được nối với Thantlang, Falam, Gangaw và Matupi bằng đường bộ.